# Raffaela Lintl
Raffaela Lintl (* in Freising) ist eine deutsche Opern- und Konzertsängerin (Sopran).

## Leben
Im Alter von acht Jahren erhielt Raffaela Lintl den ersten Geigenunterricht an der Musikschule in Freising. Am musischen Camerloher-Gymnasium nahm sie ersten Gesangsunterricht und wurde Mitglied der Bayerischen Singakademie. Danach studierte die Sopranistin im Diplomstudiengang Gesang an der Hochschule für Musik Franz Liszt in Weimar. Sie vertiefte ihre Studien innerhalb eines Master-Studiums an der Hochschule für Musik in Lübeck bei Prof. Manuela Uhl und zeitgleich im Opernstudio des Theaters Lübeck. 
Lintl war von 2016 bis 2020 festes Ensemblemitglied am Theater Magdeburg. Dort war sie u. a. in folgenden Rollen zu erleben: Rusalka, Desdemona (Otello), Liú (Turandot), Sylva Varescu (Die Csárdásfürstin), Gerhilde (Die Walküre), Arminda (La finta giardiniera), 1. Dame (Die Zauberflöte), Gräfin Mariza, Juliette (Romeo et Juliette), Marie (Die verkaufte Braut), Grete Minde in der Uraufführung der Oper Grete Minde von Eugen Engel und Leonore (Fidelio).
Gastverträge führten Raffaela Lintl weltweit an renommierte Opern- und Konzerthäuser wie z. B. das Teatro San Carlo in Neapel, das Teatro Filarmonico di Verona, die Staatsoper Hamburg, das Staatstheater Wiesbaden, den Musikverein Wien, die Forbidden City Concert Hall in Peking, das Aalto-Theater Essen, das Staatstheater Nürnberg, die Laeiszhalle in Hamburg und das Gewandhaus zu Leipzig.

## Auszeichnungen
- 2. Preis beim Internationalen Antonín Dvořák Gesangswettbewerb in Karlsbad 2012
- Endrunde beim Internationalen Gesangswettbewerb NEUE STIMMEN 2014
- Finalistin beim Bundeswettbewerb für Gesang 2014
- Stipendiatin der Richard-Wagner-Stipendienstiftung 2014
- 2. Preis und Publikumspreis beim Maritim Gesangswettbewerb 2015
- Förderpreis des Fördervereins Theater Magdeburg 2019
- Gottlob-Frick-Medaille 2022
- Preis der deutschen Schallplattenkritik 03/2023
- OPUS KLASSIK 2024 für die Weltersteinspielung von Grete Minde von Eugen Engel